# 27792 Fridakahlo
27792 Fridakahlo là một tiểu hành tinh vành đai chính với chu kỳ quỹ đạo là 1918.7678952 ngày (5.25 năm).
Nó được phát hiện ngày 20 tháng 2 năm 1993.